# Willy Taebel
Willy Taebel (* 10.01.1883 in Salzmünde; † 27. April 1929 in Schwerin) war ein deutscher Architekt.

## Biografie
Taebel war ein in Schwerin tätiger Architekt und Baumeister und hatte sein Landbaubüro in der Wismarschen Straße 30b (heute Nr. 155). Er war Architekt von mehr als 70 Gebäuden (Entwurf und Umbau) in der Stadt Schwerin. Nach einem Baustellenunfall verstarb Taebel im städtischen Marienkrankenhaus in der Lützow-Straße (heute Röntgenstraße).
Taebel war der Architekt der nachfolgenden Schweriner Häuser:
- Mühlenuntergeschoss in der Pestalozzistraße 9/11, 1911 umgebaut zu einem Wohnhaus.[1]
- Lübecker Straße 50 (heute Nr. 66), Geschäftshaus 1912
- Alexandrinenstraße 24, 1912
- Cecilienstraße, heute Schloßgartenallee 29
- Jahnstraße 1 / 3 / 5, 1914
- Jahnstraße 4, 1928
- Sterns Hotel am Pfaffenteich, Umbau 1921, heute Haus der Kultur (Schwerin)
- Siedlung Gartenstadt: Buchholzallee, Ludwigsluster Chaussee, 1921 bis 1923
- Werderstraße 87 / Ecke Jahnstraße, 1920
- Großer Moor 8 / Schlachterstraße, 1925
- Mozartstraße 24 (Bogenschützen-Haus)
- Stadthallen Schwerin – Umbau, Faundiele, 1921/22